# Polonesa-Fantasia (Chopin)
La Polonesa-Fantasia en la bemoll major, op. 61, és una peça per a piano sol composta per Frédéric Chopin i publicada l'any 1846. Està dedicada a Madame A. Veyret ("à Mme. A. Veyret"). Jeffrey Kallberg ha suggerit que la Polonesa-Fantasia representa un canvi en l'estil tardà de Chopin.
Aquesta Polonesa-Fantasia va trigar a guanyar-se el reconeixement d'alguns intèrprets i crítics musicals, probablement per la seva complexitat harmònica i la seva forma musical intricada. Arthur Hedley va ser un dels primers a parlar a favor seu; el 1947 va deixar escrit que la peça "treballa la imaginació de l'oient amb un poder de suggestió només igualat per la Fantasia en fa menor o per la Balada núm. 4. Val a dir que pianistes com Arthur Rubinstein, Claudio Arrau i Vladimir Horowitz ja l'havien inclòs en els seus programes des de feia anys.
L'obra està dins la categoria de les poloneses per la seva mètrica, en gran part del seu ritme i també del seu caràcter melòdic, però la fantasia és el model en el qual es basa la forma de l'obra. Chopin, inicialment, feia referència a la peça només com una fantasia. Entre els paral·lelismes amb la Fantasia en fa menor, op. 49, hi ha la coincidència en la tonalitat principal, la bemoll major. La tonalitat de la seva part central més lenta és si major i el motiu musical descendent de la quarta part. El tempo inicial és Allegro maestoso, i la secció central lenta té la indicació de Piu lento. Té una durada d'uns tretze minuts. Actualment, el Concurs Internacional de Piano Frédéric Chopin té un premi a la interpretació d'aquesta obra.